# Бује Сен Пол
Бује Сен Пол (фр. Bouillé-Saint-Paul) насеље је и општина у западној Француској у региону Поату-Шарант, у департману Де Севр која припада префектури Бресир.
По подацима из 2011. године у општини је живело 429 становника, а густина насељености је износила 21,05 становника/km². Општина се простире на површини од 20,38 km². Налази се на средњој надморској висини од 104 метара (максималној 107 m, а минималној 47 m).

## Демографија
| 1962. | 1968. | 1975. | 1982. | 1990. | 1999. | 2011. |
| ----- | ----- | ----- | ----- | ----- | ----- | ----- |
| 471   | 560   | 539   | 481   | 398   | 360   | 429   |

График промене броја становника у току последњих година